# 랑그르 (치즈)
랑그르(프랑스어: langres)는 프랑스의 소젖 치즈이다. 샹파뉴아르덴의 랑그르 고원 지역에서 생산되는 연질 치즈로, 1991년부터 원산지 명칭 통제(AOC)를 받는다. 안나토로 주황빛을 낸 껍질과 중앙의 움푹 파인 "퐁텐(fontaine)"이 특징이다. 에푸아스보다 향미가 부드럽다.

## 같이 보기
- 에푸아스